# Strażnica KOP „Zawiasy”
Strażnica KOP „Zawiasy” – zasadnicza jednostka organizacyjna Korpusu Ochrony Pogranicza pełniąca służbę ochronną na granicy polsko-litewskiej.

## Formowanie i zmiany organizacyjne
W 1926 w składzie 6 Brygady Ochrony Pogranicza, został sformowany 22 batalion graniczny. W 1928 w skład batalionu wchodziło 10 strażnic. W 1932 w 2 kompanii KOP „Rykonty” funkcjonowała strażnica KOP „Wiłuniszki”, „Łoździany” i „Puhajnia”. Na ich bazie utworzono strażnicę KOP „Zawiasy”. W 1939 strażnica znajdowała się w strukturze 2 kompanii KOP „Rykonty”. Strażnica liczyła około 18 żołnierzy i rozmieszczona była przy linii granicznej z zadaniem bezpośredniej ochrony granicy państwowej.
W 1932 obsada strażnicy zakwaterowana była w budynku KOP. Strażnicę z macierzystą kompanią łączył trakt długości 4,5 km.

## Służba graniczna
Podstawową jednostką taktyczną Korpusu Ochrony Pogranicza przeznaczoną do pełnienia służby ochronnej był batalion graniczny. Odcinek batalionu dzielił się na pododcinki kompanii, a te z kolei na pododcinki strażnic, które były „zasadniczymi jednostkami pełniącymi służbę ochronną”, w sile półplutonu. Służba ochronna pełniona była systemem zmiennym, polegającym na stałym patrolowaniu strefy nadgranicznej, wystawianiu posterunków alarmowych, obserwacyjnych i kontrolnych stałych, patrolowaniu i organizowaniu zasadzek w miejscach rozpoznanych jako niebezpieczne, kontrolowaniu dokumentów i zatrzymywaniu osób podejrzanych, a także utrzymywaniu ścisłej łączności między oddziałami i władzami administracyjnymi. Strażnice KOP stanowiły pierwszy rzut ugrupowania kordonowego Korpusu Ochrony Pogranicza.
Strażnica KOP „Zawiasy” w 1932 ochraniała pododcinek granicy państwowej szerokości 7 kilometrów 470 metrów, a w 1938 pododcinek szerokości 6 kilometrów 860 metrów od słupa granicznego nr ? do ?.
Sąsiednie strażnice:
- strażnica KOP „Józefowo” ⇔ strażnica KOP „Surmańce” – 1932[8] i w 1938[6]